# Dolichovespula panda
Dolichovespula panda (лат.) — вид перепончатокрылых из семейства настоящих ос.

## Распространение
Китай: Сычуань.

## Описание
Осы средних размеров, длина тела от 11,1 до 14,7 мм. Волоски длинные и чёрные, но бледные на: внутреннем глазничном синусе, вентральной части наличника, мандибулах, задней части щёк, вентральной части пронотума, вокруг основания крыльев, метанотуме, мезепистернуме, мезепимероне, дорсальной и вентральной частях метаплевры, проподеуме, четвёртом — пятом брюшных сегментах. Длинные бледные волоски на тазиках, вертлугах, бёдрах, голенях. Вид D. panda можно отличить от других представителей рода Dolichovespula по следующей комбинации признаков: передние углы наличника сильно выступают, но округлены; пунктировки на наличнике крупные и расположены на расстоянии 2—3 диаметров пунктировки; окуло-малярный промежуток очень длинный; вентрально пронотум лишён полос. Голова жёлтая со следующими отметинами: вершина и дорсальная часть глазничного синуса чёрные; коричневая область между вершиной и генами; иногда чёрная полоса от оснований усиков до вершины; заднеспинка с дорсальной коричневой полосой; скапус и жгутик дорсально чёрные. Грудь и брюшко жёлтовато-чёрные.